# Potribo
Potribo is een dorp in het district Commewijne in Suriname. Het ligt langs de Oost-Westverbinding ten westen van Stolkertsijver, nabij de Morikokreek.
De Evangelische Broedergemeente Suriname onderhoudt een basisschool in het dorp die wordt bediend met een schoolbus. Bij een ongeluk tussen de bus en een vrachtauto op 22 mei 2014 raakten de chauffeur en twee kinderen dodelijk gewond.
Op deze locatie bevond zich tot 1828 een suikerrietplantage ter grootte van 1034 akkers.